# Paccar
PACCAR, Inc. är ett amerikanskt företag och en av världens största tillverkare av tunga lastbilar.

## Dotterbolag
- Kenworth
  - Kenworth Australia
  - Kenworth KENMEX Mexicana
- Peterbilt
- Foden
- DAF Trucks
- Leyland Trucks
- Winch Division (Varumärkena Braden, Carco och Germatic)
- PacLease Leasing Corporation
- PACCAR International
- Truckxchange
- Dynacraft